# São Domingos Esporte Clube
O São Domingos Esporte Clube foi um clube brasileiro de futebol da cidade de Porto Velho, no estado de Rondônia. Suas cores são preto e branco.
Fundado em 6 de maio de 1962, foi campeão estadual em 1973 e o primeiro clube rondoniense a disputar a Copa São Paulo de Futebol Júnior, principal competição de base do Brasil, em 1990.

## Títulos
- Campeonato Rondoniense: 1973